# Hàng đợi
Hàng đợi (tiếng Anh: queue) là một cấu trúc dữ liệu dùng để chứa các đối tượng làm việc theo cơ chế FIFO (viết tắt từ tiếng Anh: First In First Out), nghĩa là "vào trước ra trước"
Trong hàng đợi, các đối tượng có thể được thêm vào hàng đợi bất kỳ lúc nào, nhưng chỉ có đối tượng thêm vào đầu tiên mới được phép lấy ra khỏi hàng đợi. Thao tác thêm vào và lấy một đối tượng ra khỏi hàng đợi được gọi lần lượt là "enqueue" và "dequeue". Việc thêm một đối tượng luôn diễn ra ở cuối hàng đợi và một phần tử luôn được lấy ra từ đầu hàng đợi.
Trong tin học, cấu trúc dữ liệu hàng đợi có nhiều ứng dụng: khử đệ quy, tổ chức lưu vết các quá trình tìm kiếm theo chiều rộng và quay lui, vét cạn, tổ chức quản lý và phân phối tiến trình trong các hệ điều hành, tổ chức bộ đệm bàn phím.
Cấu trúc dữ liệu hàng đợi có thể định nghĩa như sau: Hàng đợi là một cấu trúc dữ liệu trừu tượng (ADT) tuyến tính. Tương tự như ngăn xếp, hàng đợi hỗ trợ các thao tác:
- EnQueue(o): thêm đối tượng o vào cuối hàng đợi.
- DeQueue(): lấy đối tượng ở đầu queue ra khỏi hàng đợi và trả về giá trị của nó. Nếu hàng đợi rỗng thì lỗi sẽ xảy ra.
- IsEmpty(): kiểm tra xem hàng đợi có rỗng không.
- Front(): trả về giá trị của phần tử nằm ở đầu hàng đợi mà không hủy nó. Nếu hàng đợi rỗng thì lỗi sẽ xảy ra.

Các thao tác thêm, trích và huỷ một phần tử phải được thực hiện ở hai phía khác nhau của hàng đợi, do đó hoạt động của hàng đợi được thực hiện theo nguyên tắc FIFO. Cũng như ngăn xếp, cấu trúc mảng một chiều hoặc cấu trúc danh sách liên kết có thể dùng để biểu diễn cấu trúc hàng đợi.

## Cài đặt hàng đợi
Có 2 cách cài đặt hàng đợi:
- Dùng mảng.
- Dùng danh sách liên kết.
1. Cài đặt hàng đợi sử dụng mảng trong C (Implementation Queue using Array)
a) Mảng bình thường:
```
#include <stdio.h>
#include <stdlib.h>
```

```
#define MAX 20
```

```
typedef <Element's type> El_type;
typedef struct Queue
{
El_type el[MAX];
int front;
int rear;
} Queue;
```

Các thao tác:
- Khởi tạo hàng đợi(Initialize Queue)
```
Eltype *initQ(Queue *q)
{
q = (Queue *)malloc(sizeof(Queue));
if(q!= NULL) 
{
 q->front = -1;
 q->rear = -1;
}
return q;
}
```

- Kiểm tra xem hàng đợi có rỗng không? (Check if a queue is empty)
```
int isEmpty(Queue *q)
{
return (q->front == -1);
}
```

- Kiểm tra xem hàng đợi có đầy không? (Check if a queue is full)
```
int isFull(Queue q)
{
return (q.rear-q.front+1 == MAX);
}
```

- Đưa thêm một phần tử vào hàng đợi
```
void enQ(El_type new_el, Queue *q)
{
if(!isFull(q))
{
 if(isEmpty(q)) q->front = q->front+1;
 q->rear = q->rear+1;
 q->el[q->rear] = new_el;
}
else
 printf("Queue is full.\n");
}
```

- Xóa một phần tử khỏi hàng đợi
```
void deQ(Queue *q)
{
if(!isEmpty(q)) 
q->front = q->front+1;  
else
printf("Queue is empty.\n");
}
```

Nhược điểm:
- Qua mỗi lần xóa (deQ): phần sử dụng được của mảng sẽ giảm đi (do front tăng lên).
Cách khắc phục:
- Sử dụng mảng vòng (Circular Array).
b) Mảng vòng:
```
tương ta có:
```

- Khởi tạo hàng đợi(Initialize Queue)
```
Eltype *initQ(Queue *q)
{
q = (Queue *)malloc(sizeof(Queue));
if(q!= NULL) 
{
 q->front = -1;
 q->rear = -1;
}
return q;
}
```

- Kiểm tra xem hàng đợi có rỗng không? (Check if a queue is empty)
```
int empty_queue(queue q)
{
return q.front==-1;
}
```

- Kiểm tra xem hàng đợi có đầy không? (Check if a queue is full)
```
int full_queue(queue q)
{
return (q.rear-q.front+1)%maxlength==0;
}
```

- Đưa thêm một phần tử vào hàng đợi
```
void enqueue(elementtype x,queue *q)
{
if(!full_queue(*q))
{
if(empty_queue(*q))q->front=0;
q->rear=(q->rear+1)%maxlength;
q->data[q->rear]=x;  
}
else printf("Hang Day!");
}
```

- Xóa một phần tử khỏi hàng đợi
```
void dequeue(queue *q)
{
if(!empty_queue(*q))
{
if(q->front==q->rear)makenull_queue(q);
else q->front=(q->front+1)%maxlength;
}
else printf("Hang rong!");
}
```

Nhược điểm:
- Mặc dù phương pháp sử dụng mảng vòng có thể tận dùng toàn bộ các mảng đã được cấp pháp ban đầu nhưng khi mảng đầy thì không thể thêm phần tử vào hàng được nữa.
Cách khắc phục:
- Sử dụng Danh sách liên kết.
2. Cài hàng đợi sử dụng Danh Sách Liên Kết: (Implementation Queue using List Point)
```
Khai báo cài đặt hàng bằng con trỏ
```

```
#include <stdio.h>
#include <conio.h>
#include <malloc.h>
```

```
typedef int elementtype;
typedef struct node{
elementtype data;
node* next;
};
typedef node* position;
typedef struct queue{
position front,rear; 
};
```

```
Các thao tác:
```

- Khởi tạo hàng đợi(Initialize Queue)
```
void makenull_queue(queue *q)
{
q->front=(node*)malloc(sizeof(node));
q->front->next=NULL;
q->rear=q->front;
}
```

- Kiểm tra xem hàng đợi có rỗng không? (Check if a queue is empty)
```
int empty_queue(queue q)
{
return (q.front==q.rear); 
}
```

- Kiểm tra hàng đợi có đầy không (ở đây không có hàm này vì danh sách liên kết làm sao đầy được ^^!)
- Đưa thêm một phần tử vào hàng đợi
```
void enqueue(elementtype x, queue *q)
{
q->rear->next=(node*)malloc(sizeof(node));
q->rear=q->rear->next;
q->rear->data=x;
q->rear->next=NULL; 
}
```

- Xóa một phần tử khỏi hàng đợi
```
void dequeue(queue *q)
{
position t;
t=q->front;
q->front=q->front->next;
free(t);
}
```

Ưu điểm:
- khắc phục được tình trạng đầy của việc sử dụng mảng để cài đặt queue.

## Ứng dụng của hàng đợi
Hàng đợi có thể được sử dụng trong một số bài toán:
- Sản xuất và tiêu thụ (ứng dụng trong các hệ điều hành song song).
- Bộ đệm (ví dụ: Nhấn phím -> Bộ đệm -> CPU xử lý).
- Xử lý các lệnh trong máy tính (ứng dụng trong hệ điều hành, trình biên dịch), hàng đợi các tiến trình chờ được xử lý.